# Grasston
Grasston és una població dels Estats Units a l'estat de Minnesota. Segons el cens del 2000 tenia 105 habitants.

## Demografia
Segons el cens del 2000, Grasston tenia 105 habitants, 42 habitatges, i 32 famílies. La densitat de població era de 42,7 habitants per km².
Dels 42 habitatges en un 33,3% hi vivien nens de menys de 18 anys, en un 54,8% hi vivien parelles casades, en un 16,7% dones solteres, i en un 23,8% no eren unitats familiars. En el 19% dels habitatges hi vivien persones soles el 9,5% de les quals corresponia a persones de 65 anys o més que vivien soles. El nombre mitjà de persones vivint en cada habitatge era de 2,5 i el nombre mitjà de persones que vivien en cada família era de 2,78.
Per edats la població es repartia de la següent manera: un 21,9% tenia menys de 18 anys, un 13,3% entre 18 i 24, un 28,6% entre 25 i 44, un 22,9% de 45 a 60 i un 13,3% 65 anys o més.
L'edat mediana era de 35 anys. Per cada 100 dones de 18 o més anys hi havia 105 homes.
La renda mediana per habitatge era de 41.250 $ i la renda mediana per família de 48.333 $. Els homes tenien una renda mediana de 43.125 $ mentre que les dones 23.250 $. La renda per capita de la població era de 16.306 $. Entorn del 13,3% de les famílies i el 8% de la població estaven per davall del llindar de pobresa.

## Poblacions més properes
El següent diagrama mostra les poblacions més properes.